# Nagyagy

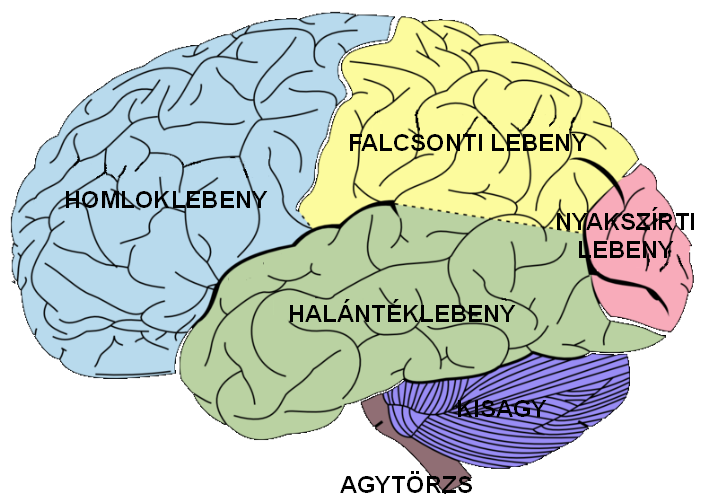
Az emberi agy sémás képe oldalnézetben

Az agy keresztmetszete MRI felvételekből animálva

Az emberi agy térbeli helyzete. A lebenyeket különböző színek jelölik. (animáció)

A nagyagy (cerebrum) (agyféltekék) a végagyból (telencephalon) fejlődik ki, és az agy legnagyobb méretű részét képezi. A féltekék felszínét szürke állomány, az agykéreg (cortex cerebri; pallium) borítja, emellett a fehér állományban beágyazva is vannak szürke állományból álló részek, a törzsdúcok; a féltekék üregét az oldalkamrák képezik. A fehérállományban a fel- és leszálló pályáknak vannak olyan kritikus részei, mint a (capsula interna), ahol gyakoriak a kóros elváltozások. Az agykéreg (cortex cerebri) a központi idegrendszer legmagasabb szintje, és mindig az alsóbb centrumokkal együttműködve funkcionál. Az agykéreg hatalmas mennyiségű információt kap (az idegrendszer más szintjeiről valamint az érzékszervektől), ezekre pontos válaszokkal reagál, és megfelelő változásokat idéz elő. Sok választ öröklött programok befolyásolnak, míg másokhoz az egyén élete során megtanult, és a kéregben elraktározott programok adják a keretet. Az emberi agykéreg teljesen beborítja az agyféltekéket. Szürkeállományból áll, becsült adatok szerint százmilliárdos nagyságrendben (1011) tartalmaz idegsejteket (a legtöbbet újszülött korban: (4x1011), de ezek száma az életkorral kezdetben gyorsan, majd lassabban, de folyamatosan csökken. A szinapszisok számát nagyságrendileg 5x1014-re becsülik. Az agykéreg különböző mezői funkcionálisan specializálódottak. Nagysága és komplex felépítése teszi alkalmassá azokra a magasabb rendű működésekre, amelyek csak az emberi idegműködések tulajdonságai; ilyenek az elvont gondolkodás, a tudatosság, az intelligencia, a történelmi és társadalmi szintű összefüggések felismerése, elraktározása és alkalmazása, a beszéd, a nyelvtanulás, a szerszámhasználat, a bonyolult szerkezetek tervezésére való képesség, az irodalmi és művészeti alkotómunka, a különböző embercsoportok együttműködése, a viselkedési szabályrendszerek megalkotása és fejlesztése stb.

## Az  agy  részei
A nagyagy (cerebrum) az agy legnagyobb méretű része, az elülső és középső koponyagödörben, valamint a hátsó koponyagödör fölött helyezkedik el, és teljesen kitölti a koponyaboltozat homorulatát. Két részre osztható, ezek: a köztiagy (diencephalon), ez adja a belső részt, és a végagy (telencephalon), amely a két agyféltekét (hemispherium cerebri) képezi. Felszínét megnöveli az, hogy meggyűrődve tekervényeket, (gyrusokat) képez, amelyeket hasadékok és barázdák választanak el egymástól. Az agykéreg, mint a szürkeállomány a központi idegrendszer más területein, idegsejtek, idegrostok, neurogliasejtek és véredények keverékéből áll.

## Idegsejtek az agykéregben
Sejttestük alakjáról kapták nevüket a pyramidalis sejtek. Többségük 10-50 µm hosszú.  Vannak óriás pyramis sejtek, (ezek a Betz-sejtek), melyeknek a sejtteste a 120 µm hosszúságot is elérheti;  ezek az elsődleges motoros kérgi mezőben – az elülső központi tekervényben (gyrus precentralis) - fordulnak elő. A pyramidalis sejtek felszíne felé irányuló csúcsából egy vastag dendrit nyúlik felfelé oldalágakat leadva. A sejtek alapjának széléről számos alapi dendrit fut oldalra, a környező rostos állományba. Minden dendriten számos dendrittövis van, amelyek más neuronok axonjaival képeznek synapsisokat.  Az axon a sejttest alapjáról ered és vagy a kéreg mélyebb rétegeiben végződik, vagy belép a félteke fehérállományába, mint távolra kisugárzó projekciós, vagy az azonos oldali kéreg más területén végződő asszociációs, vagy az ellenoldali kéreg szimmetrikus területére futó commissuralis rost. Az agykéreg kisebb méretű sejtjei a szemcsesejtek , számos dendrittel és rövid axonnal. Az orsó alakú (fusiformis) sejtek főleg a kéreg mélyében találhatók, hossztengelyük a felszínre merőleges, dendritjeik a sejttest két végén erednek. A Cajal-féle horizontális sejtek, kis sejtek a kéreg legfelszínesebb rétegeiben. Axonjuk  a pyramidalis sejtek dendritjeivel képez kapcsolatokat. A Martinotti-féle sejtek az agykéreg minden rétegében megtalálható kis, multipoláris sejtek.

## Idegrostok az agykéregben
Az agykéreg idegrostjai a kéreg felszínére merőlegesen, valamint azzal párhuzamosan rendeződnek. A felszínre merőleges rostok a radialis rostok. Ezekhez tartoznak a belépő és kilépő projekciós rostok, valamint az asszociációs és commissuralis rostok. Az agykéreg felszínével párhuzamosan rendeződött rostok a tangenciális rostok. Az utóbbiak leginkább a 4. és 5. kérgi rétegekben koncentrálódnak; (külső és belső Baillarger sávok). A sávok különösen jól fejlettek az érző mezőkben. A látókéregben a külső sáv olyan vastag, hogy szabad szemmel is látható; (Gennari stria).

## Az agykéreg rétegei

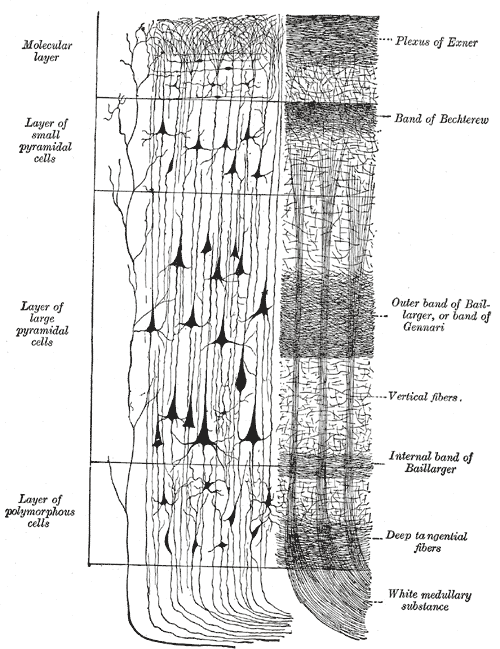
Az agykéreg rétegei. Motoros (pyramidalis) típus.

Az agykérgen rétegeket különböztetünk meg a bennük lévő sejtek típusa, sűrűsége és elrendeződése alapján. Az egyes kéregterületek szerkezete azonban – az általános rétegezettség megtartása mellett is - a funkcionális különbségeknek megfelelően eltérő. Jelenlegi ismereteink szerint az agykéreg működési alapegységei nem is a rétegek, hanem a felszínre merőleges, oszlopszerű, egymástól élesen el nem határolódó kérgi egységek.
Az alábbiakban felsoroljuk az agykéreg hagyományos leírás szerinti rétegeit, a felszíntől kiindulva, (részletes leírásukat mellőzve csak legfontosabb jellemzőiket említjük):
1. Felszíni réteg (Stratum zonale). A felszínnel párhuzamosan elrendeződött rostok sűrű hálózatából áll.
2. Külső szemcsés réteg (Stratum granulosum externum). Főleg kis pyramidalis sejteket és csillagsejteket tartalmaz.
3. Külső pyramidalis réteg (Stratum pyramidale externum). Pyramidális sejtek alkotják, amelyek a réteg mélyebb részei felé haladva egyre nagyobbak. A csúcsi dendritek a molekuláris rétegbe nyúlnak, az axonok belépnek a fehérállományba, mint projekciós, asszociációs vagy commissuralis rostok.
4. Belső szemcsés réteg (Stratum granulosum internum). Viszonylag tömören elrendeződött csillagsejtekből, és nagy számú horizontális rostból áll. (Ezek együttese a külső Baillarger sáv).
5. Nagy pyramidalis sejtek rétege (Stratum pyramidale internum; gangliosum). Nagy és közepes méretű pyramidalis sejteket tartalmaz, valamint sok horizontálisan rendeződött rostot (belső Baillarger sáv). Igen nagy pyramidalis (Betz-féle) sejtek vannak gyrus precentralis motoros kérgi mezőjében. Innen indul ki az akaratlagos mozgatópálya (pyramispálya) meghatározó része.
6. Változatos alakú sejtek rétege (Stratum multiforme). Változatos alakú apró sejtekből, valamint ki- és belépő idegrostokból áll. (Az 5. és 6. réteg határán van a belső Baillarger sáv).

## Az agykéreg szerkezeti változatai
Az agykéreg (cortex cerebri) nem minden mezőjének van hat rétege. A hat réteggel bíró területek homotípusosak, míg azok a területek, amelyekben a hat alapvető réteg nincs meg (vagy csak hiányosan van jelen) heterotípusosak. Két heterotípusos mezőt emelünk ki: A granularis típusban a szemcsés rétegek jól fejlettek. Ilyenek az érző kérgi mezők. A kéreg agranulris típusában a szemcsés rétegek gyengén, míg a pyramidalis rétegek erősen fejlettek. Ezek a mozgató kérgi mezők.

## Agykérgi  mezők
Az agykéreg különböző (területei) mezői funkcionálisan specializálódottak. Brodmann pontosan felosztotta a cortexet különböző  jellegzetes sejtösszetételű  és speciális funkciókat ellátó, általa beszámozott, 50 db külön területre, mezőre. Ez a felosztás alapjaiban ma is érvényesnek és hasznosnak tekinthető, jóllehet a modern kutatások szerint túlzottan kategorikus és leegyszerűsítő. Mindaddig ezért, amíg pontosabb nevezékrendszer (terminológia) nem kerül bevezetésre a különböző kérgi területek funkcióinak megjelölésére, a fő kérgi területek megnevezéséhez anatómiai elhelyezkedésüket vesszük alapul. (Természetesen leírjuk az illető területek jelenleg ismert működését is, a Brodmann-féle számozásra a fontosabb esetekben utalunk.)

A homloklebeny (piros) térbeli helyzete (a jobb agyfélteke eltávolítva; animáció)

## Homloklebeny
(Lobus frontalis)

A homloklebeny hátsó részén, az elülső központi tekervényen (gyrus precentralis) található a mozgató (Brodmann-4) mező. Ezt a szemcsés rétegek csaknem teljes hiánya és a pyramidalis idegsejtek igen nagy száma - valamint Betz-sejtek jelenléte - jellemzi. Innen indul ki az akaratlagos mozgatópálya (pyramispálya) rostjainak jelentős része. Hasonló szerkezetű az előtte elhelyezkedő premotoros (Brodman-6) mező, de Betz-sejtek nélkül). Ez a terület is a mozgató működéseket szolgálja. A testrészek mozgató mezői fordítottan reprezentáltak az elülső központi tekervényben (gyrus precentralis). Az agykéreg egy bizonyos mozgástípust irányító területének nagysága az illető mozgás finomságával, a kivitelezéséhez szükséges ügyességgel, és nem a mozgásban részt vevő izomzat tömegével arányos.

## További fontos frontális mezők
A homloki (frontalis) szemmozgató mező, az elülső központi tekervényről (gyrus precentralis) előre ráterjed a középső homloki tekervényre (gyrus frontalis medius). A Broca-féle motoros beszédközpont az alsó homloki tekervényben (gyrus frontalis inferior) található (44-es és 45-ös Brodmann mezők). Az egyének többségében ez a mező a bal oldali, domináns féltekében található, és eltávolítása a beszédkészség elvesztéséhez vezet. A nem domináns félteke e részének eltávolítása nem befolyásolja a beszédkészséget. A prefrontalis kéreg (cortex) egy kiterjedt terület, amely a precentralis mező előtt van. (9, 10, 11 és 12-es Brodmann mezők). A prefrontalis mező az egyén személyiségének kialakításában játszik szerepet. A sok forrásból származó, és ide beérkező információ eredményeként ez a terület az emberek mélyebb érzéseinek szabályozásához járul hozzá. Az egyének kezdeményező- és ítélőképességére is hatása van.

## A fali lebeny
(Lobus parietalis)
Az agy legfelső érzőközpontja, ahol a szomatikus érzőmezők találhatók. Itt raktározódik a tudás és a műveltség. Az új fogalmak megalkotásáért és megértéséért felelős. A fali lebeny pusztulása emlékezetkiesést és intellektuális hanyatlást eredményez. A falcsonttal határos és alatta található a halántéklebeny (halló és beszédérző központ).

## Az elsődleges szomatikus érző kéreg
(Primer somatoesthesiás mező)

Ez a mező a hátsó központi tekervényt (gyrus postcentralis)  foglalja el a félteke oldalsó felszínén (Brodmann 3, 1 és 2-es mezők). A  hátsó központi tekervény elülső, a központi barázdát (sulcus centrális) határoló része (3-as mező) szövettanilag granuláris típusú, pyramidalis sejteket csak elszórtan tartalmaz. A külső Baillarger réteg széles és igen szembetűnő. A hátsó  központi tekervény hátsó részén (1 és 2-es mezők) kevesebb granuláris sejt van. Az agykéreg primer elsődleges mezői rostokat kapnak a talamuszból. A test ellen oldali fele az érző kérgi mezőn fordítottan reprezentált. A testrészek kérgi reprezentációs területeinek nagysága inkább az adott testrész funkcionális fontosságával, és nem a testhez viszonyított tényleges méretével arányos. Valójában az egy adott testrésznek megfelelő érző kérgi mező nagysága egyenesen arányos az adott testrészben lévő érző receptorok számával. Bár az érzetek nagy része a test ellentétes (contralateralis) oldaláról érkezik a kéreghez, a szájkörüli (oralis) területről származók egy része ugyanazon oldalhoz fut, a garat, a gége és a gát területéről kiindulók pedig mindkét oldali érző kéreghez. A hátsó központi tekervény elülső része nagyszámú afferens rostot kap az izomorsókból, az ínorsókból és az ízületi receptorokból. Ezeket az érző információkat az érző kéreg vertikális oszlopai feldolgozzák; a feldolgozott információkat ezután átadják az elsődleges mozgató kéregnek, ahol ezek nagymértékben befolyásolják a vázizmok aktivitásának kontrollját.

## Nyakszirti lebeny
(Lobus occipitalis)

Az elsődleges látókéreg (17-es Brodmann mező) a madársarkantyú barázda (sulcus calcarinus) hátsó részének falaiban helyezkedik el. Makroszkóposan ez a terület felismerhető a kéreg vékonysága és a Gennari stria alapján, mikroszkóposan szemcsés típusú kérget látunk, csak néhány pyramidális sejt fordul elő. A látókéreg az oldalsó térdes testből (corpus geniculatum laterale) kap afferens rostokat. A rostok először előre futnak a halántéki lebeny fehérállományában, majd visszafordulnak az occipitalis lebenyben lévő elsődleges látókéreghez. A látókéreg rostokat kap az azonos oldali halántéki ideghártya (retina) félből és az ellen oldali, orr felőli retinafélből. A látótér jobb oldali fele így a bal oldali látókéregben reprezentált és viszont. Azt is fontos megjegyezni, hogy a felső retina negyedek (a látótér alsó részének) ingerületei a (sulcus calcarinus) felső falához, míg az alsó retina negyedek (a látótér felső része) ingerületei a (sulcus calcarinus) alsó falához futnak. A sárgafolt (macula lutea), amely a retinának a központi területe és az éleslátás helye az agykéregben a 17-es mező hátsó részében reprezentált, és a látókéregnek egyharmadát foglalja le. A retina perifériás részéről származó látási ingerületek koncentrikus körökben végződnek a nyakszirti (occipitalis) pólus előtt a 17-es mező elülső részében. A másodlagos látókéreg (18 és 19-es Brodmann mezők) körülveszi az elsődleges látókérget. A másodlagos látókéreg működése az, hogy összevesse az elsődleges látókéregből kapott látási információkat a régebbi látási emlékekkel, így képessé tegye az egyént annak megértésére, hogy aktuálisan mit lát.

## Más kérgi mezők
Az ízlelő mező a hátsó központi tekervény (gyrus postcentralis) alsó végénél helyezkedik el (43-as Brodmann mező). A nucleus solitariusból felszálló rostok valószínűleg a talamuszhoz futnak, ahol synapsist képeznek azokkal a neuronokkal, amelyek a kéreghez küldenek rostokat. A vestibularis mező helyzetét közelinek tartják a hátsó központi tekervény (gyrus postcentralis) azon területével, amely az arcból származó érzésekkel függ össze. A felső halántéki tekervényben (gyrus temporalis superior) lévő hallómezővel szemben helyezkedik el. A vestibularis mező és a belső fül vestibularis része a fej térbeli helyzetét és mozgásait érzékeli. Idegi kapcsolatain keresztül befolyásolja a szemmozgásokat, a törzs és a végtagok izmait a testhelyzet megtartása érdekében. A sziget (insula) az agykéregnek egy olyan része, amely az oldalbarázda vagy oldalhasadék (sulcus; fissura lateralis) mélyén helyezkedik el, annak aljzatát képezi, a környező agykéregrészek a felszín felől elfedik. Szövettanilag (mikroszkóposan) a hasonló a szomszédos agykérgi mezőkhöz. Az idegrostok által biztosított kapcsolatait csak hiányosan ismerjük. Valószínű, hogy ez a mező fontos azoknak a hangképző mozgásoknak a megtervezésében vagy koordinációjában, amelyek a beszédhez szükségesek.

## Az asszociációs kéreg
A szemcsés szerkezetű elsődleges érző mezők és a pyramidalis szerkezetű elsődleges mozgató mezők csak egy kis részét teszik ki az egész agykérgi felszínnek. A többi kérgi mezőkben mind a hat sejtes réteg megvan, azaz ezek homotípusos kérgi mezők. Hagyományosan ezeket a nagy kiterjedésű területeket összekapcsoló (asszociációs) mezőként ismerték, jóllehet pontosan nem ismert, hogy mit asszociálnak. Az eredeti elképzelés, hogy információkat kapnak az elsődleges érző mezőkből, ezeket az összekapcsoló mezők integrálják és analizálják, majd visszajuttatják a motoros mezőkbe, nem igazolódott. Mára már nyilvánvalóvá vált, hogy az agykéreg e részei többszörös afferentációval (odavezető pályarendszerekkel) és efferentációval (tőlük elvezető pályarendszerekkel) rendelkeznek, és nagy szerepet játszanak a magatartás, az ítélőképesség kialakításában, és az érzékelt információk értelmezésében. A következő fő asszociációs területeket különböztetjük meg: prefrontalis, temporalis anterior és parietalis posterior. Az elülső temporalis kéregről úgy vélik, hogy szerepe van a korábbi szenzoros élmények tárolásában. A terület ingerlésének hatására az egyénekben felidéződnek a múltban látott tárgyak vagy hallott zenék. A hátsó fali (parietalis) kéregben a hátsó occipitalis kéregből származó látási információk, a tapintási és nyomásérzések és a propriocepció az elülső fali (parietalis) kéregben integrálódnak nagyságra, formára és mintázatra vonatkozó képzetekbe. Ez a képesség a stereognosis.  A testünkről alkotott kép szintén a hátsó fali (parietalis) kéregben áll össze. Az egyén képes kifejleszteni egy képet saját testéről, amelyet tudatosan képes értékelni. Az agy minden pillanatban tudja azt, hogy a test egyes részei hogyan helyezkednek el a környezethez, és más testrészekhez viszonyítva. Ez az információ rendkívül fontos a testmozgások kivitelezéséhez. A test jobb oldali fele a bal agyféltekével, a bal oldali fele a jobb féltekével van kapcsolatban.

## Agyfélteke-dominancia
A két agyféltekén a kérgi barázdák és tekervények, egymás tükörképeként, közel azonosak. Az agyhoz futó idegpályák is hasonló módon viselkednek. A két agyfélteke összeköttetései elsősorban a kérges test (corpus callosum) és az elülső összeköttetés (commissura anterior) olyan kapcsolatot jelentenek, amelyeken keresztül az egyik féltekébe jutott információk átjuthatnak a másik féltekébe. Ennek ellenére bizonyos idegi működéseket a két agyfélteke közül túlnyomóan az egyik végez el. A jobb- vagy balkezesség, a nyelv megértése és a beszéd olyan jellegzetességek és tevékenységek a legtöbb egyénnél, amelyeket az egyik, a domináns félteke kontrollál. Ezzel szemben a térérzékelés, az arcfelismerés és a zene értése a nem domináns féltekében történik. A felnőtt népességnek több mint 90 százaléka jobbkezes, tehát a bal agyféltekéjük domináns. Az újszülöttek agyféltekéinek kapacitását azonosnak tartják. A gyermekkorban az egyik félteke fokozatosan dominanciát szerez a másik felett, de ez a dominancia csak a tízéves kor körül rögzül. Ez a magyarázata annak, hogy ha egy ötéves gyermeknél következik be károsodás a domináns féltekében, minden nehézség nélkül tanulja meg a balkezességet és a hibátlan beszédet, míg felnőttkorban ez már csaknem lehetetlen.